# هارفارد مارك I

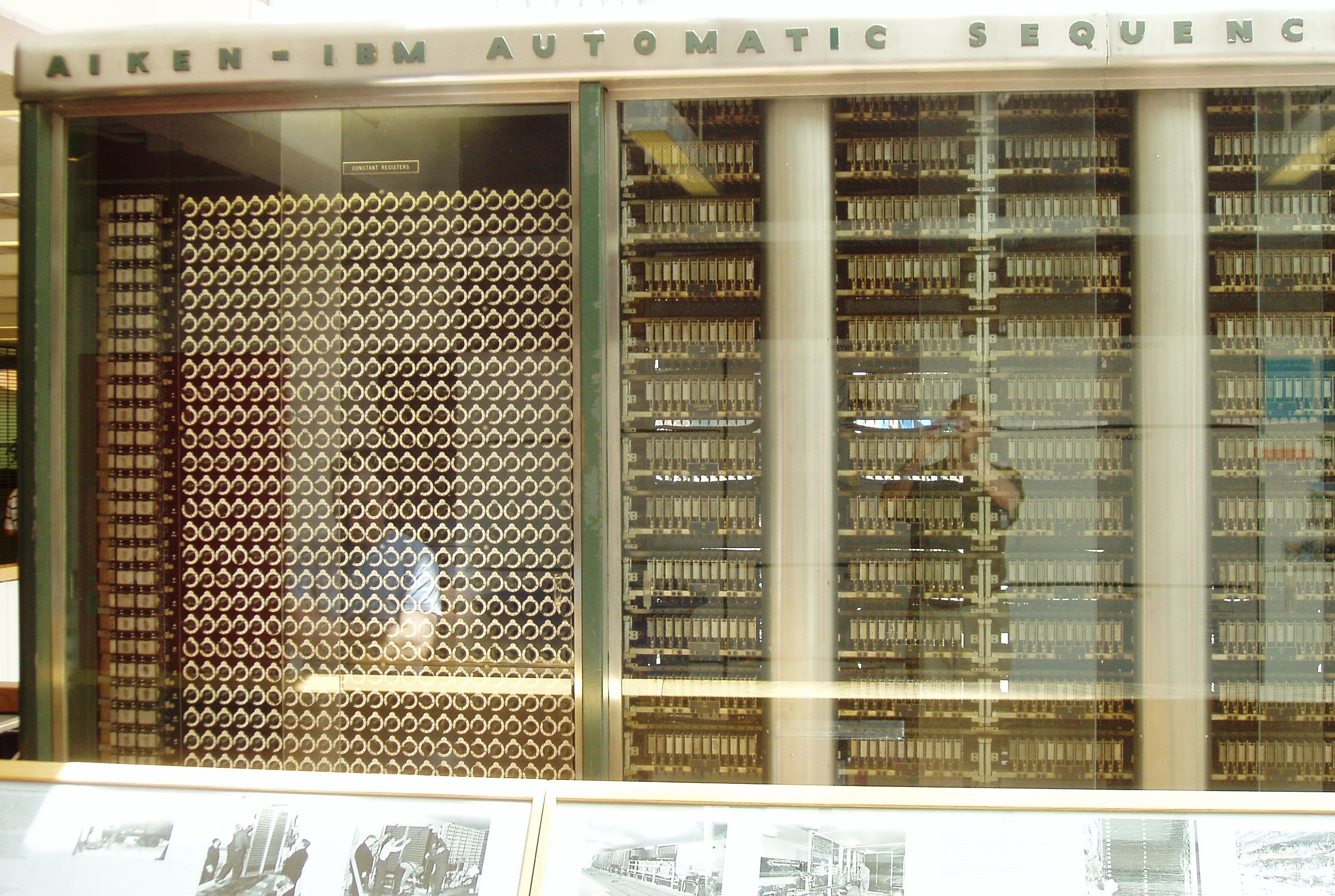
جزء من هارفارد - آي بي إم مارك 1، الجهة اليسرى

هارفارد مارك I (بالإنجليزية: Harvard Mark I)‏ جهاز حاسوب كهروميكانيكي للأغراض العامة.
الآلة الإلكترو-ميكانيكية كانت من ابتكار هوارد ايكن هاثاواي، بنيت في آي بي إم وشحنت إلى جامعة هارفارد في فبراير 1944. بدائت العمل في خدمة مكتب البحرية الأمريكية للسفن في مايو وقدم رسميا للجامعة في السابع من أغسطس 1944. والميزة الرئيسية لآلة مارك 1 هي أنها أوتوماتيكية تماما، فهي لا تحتاج إلى أي تدخل بشري بمجرد تشغيلها. كانت الآلة موثوقة جدا، أكثر بكثير من الحواسيب الإلكترونية الأولى.

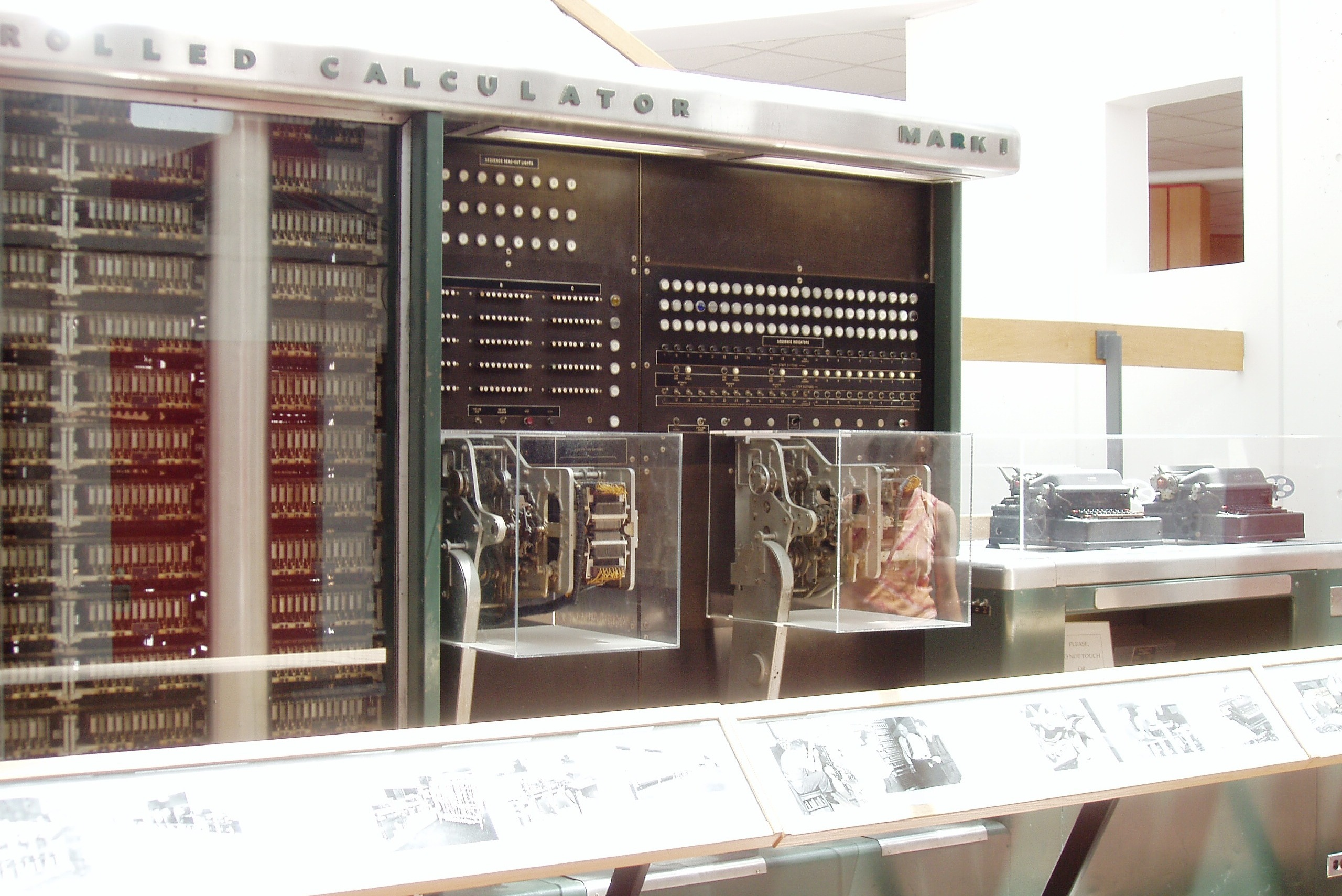
جزء من هارفارد - آي بي إم مارك 1، الجهة اليمنى

## التصميم والبناء
بني مارك I باستخدام مكونات مختلفة منها: مفاتيح تحكم، مرحلات، أعمدة تدوير، اسطوانات دبرياج. بني باستخدام أكثر من 765,000 مكون ومئات الأميال من الأسلاك، ليكون حجم 16 متر طولا، 2.4 متر ارتفاعا، 61 سنتيمتر عمقا. كان يزن أكثر من 4500 كيلوجرام. الوحدات الأساسية للحساب كان لا بد من أن تتزامن ميكانيكيا، لذلك كان يتم تشغيلها بواسطة عمود إدارة طوله 15.5 مترا، يحركه محرك كهربائي بقوة 5 أحصنة (4 كيلو واط).

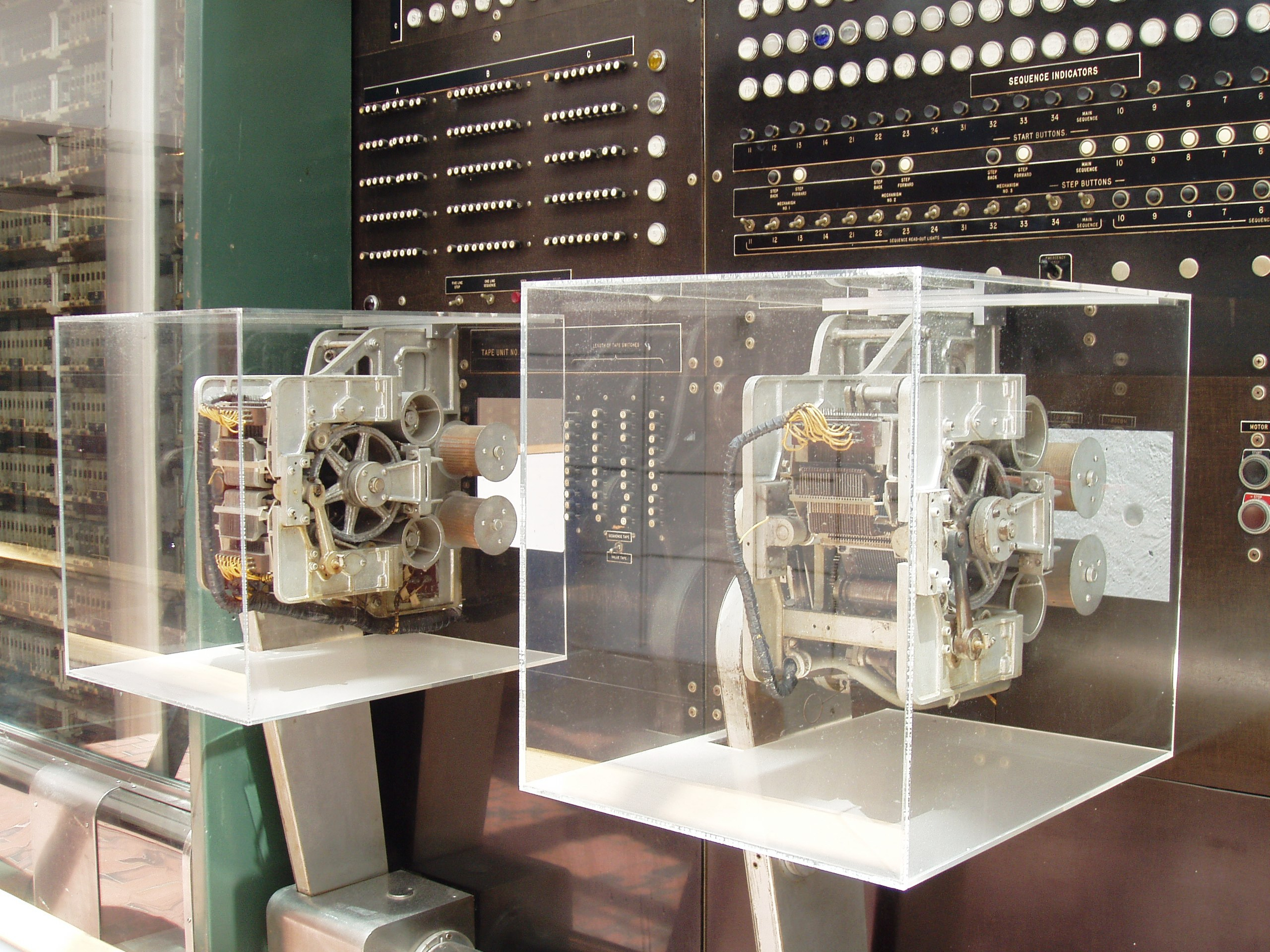
تفاصيل التحكم وطريقة إدخال\إخراج البيانات

## التشغيل
كان لدى حاسوب «مارك I» ستون مجموعة تتكون من 24 مفتاح للإدخال اليدوي للبيانات ويمكنه تخزين 72 رقم، كل منها طوله 23 مرتبة عشرية، سالبة أو موجبة. كان يمكنه إجراء 3 عمليات جمع أو طرح في الثانية. الضرب كان يستغرق ستة ثواني، القسمة تستغرق 15.3 ثانية. دوال اللوغاريتم أو حساب المثلثات كانت تستغرق أكثر من دقيقة.
كان «مارك I» يقراء تعليماته عبر شرائط ورقية مثقوبة بعرض 24 ثقب، ينفذ الامر ثم ينتقل للامر الذي يلية. لم يكن يدعم التفريع المشروط، لذلك كانت برامجه المعقدة طويلة نسبيا. لكي تنفذ حلقة (بالإنجليزية: Loop)‏ من التعليمات كان يجب لصق نهاية شريط التعليمات ببدايته (لتكون حلقة بالمعنى الحرفي). بني «مارك I» على طراز بنية هارفارد وهو فصل أوامر الحاسب عن البيانات التي تجرى عليها العمليات الحسابية (بعكس بنية فون نيومان، بنية هارفارد تم تجاهلها مع مرور الوقت. انظر بنية هارفارد المعدلة). المبرمجون الأوائل لمارك I كانو رواد الكومبيوتر ريتشارد ميلتون بلوك، روبرت كامبل، وغريس هوبر.

## معرض صور

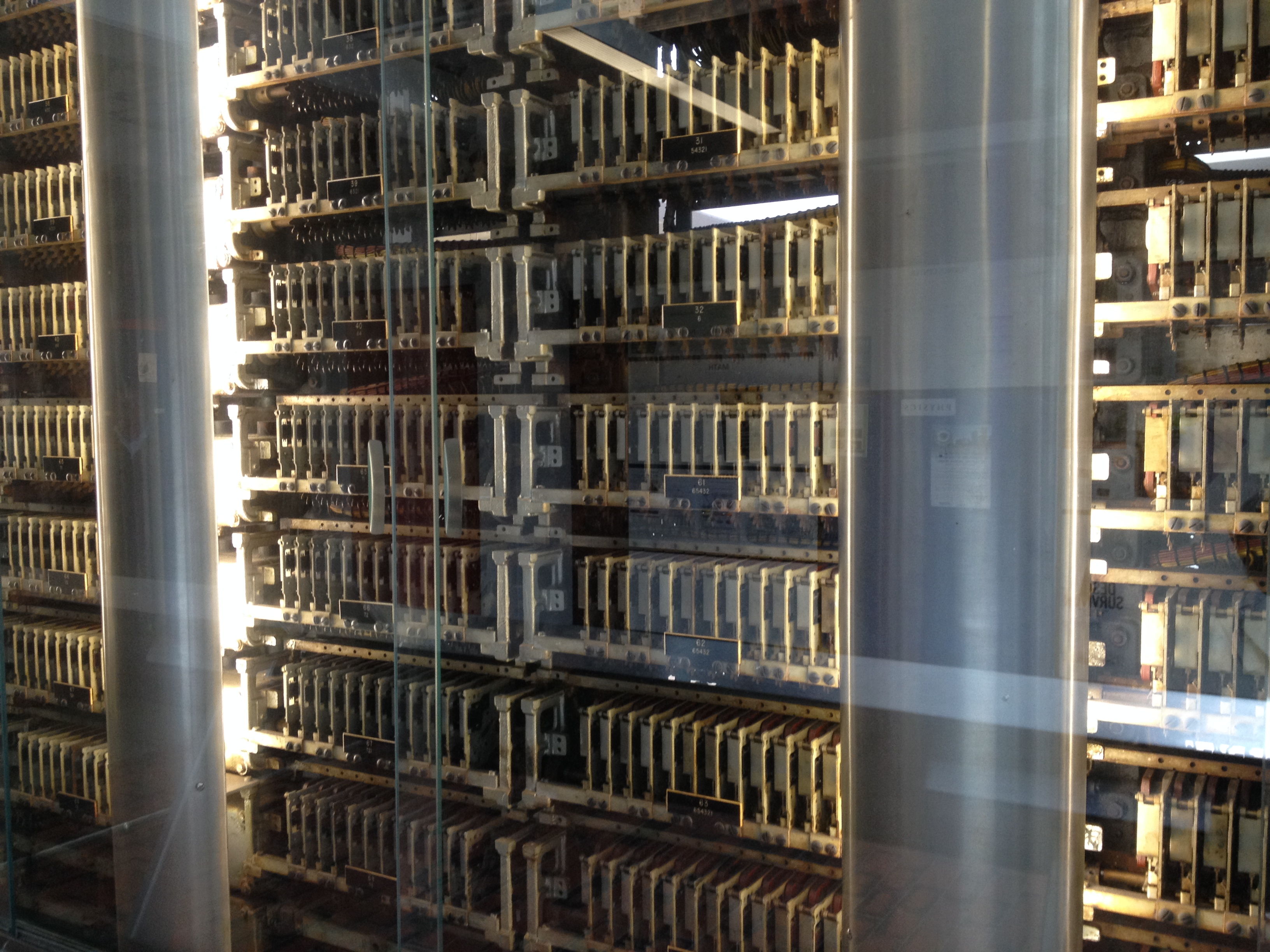
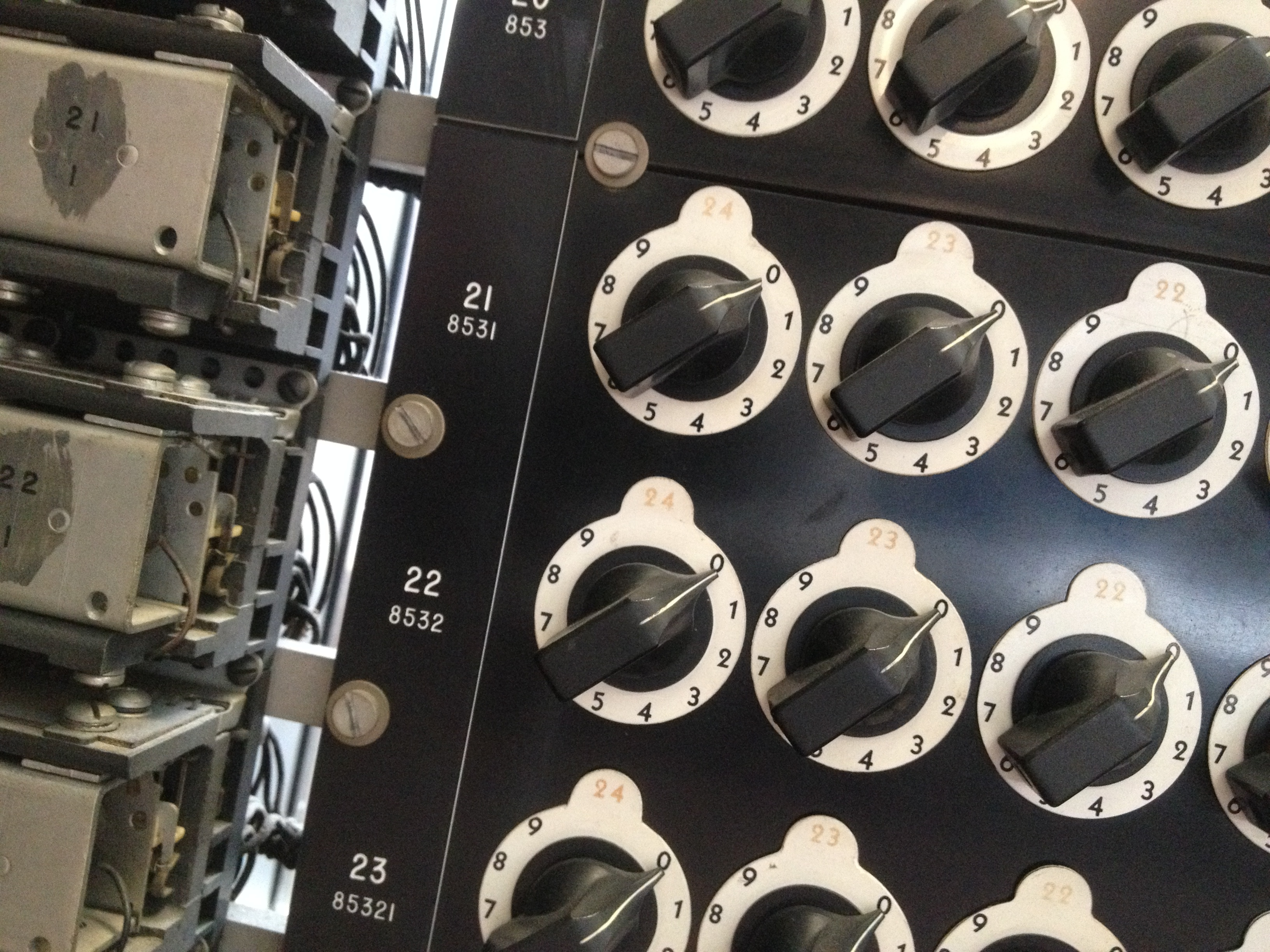
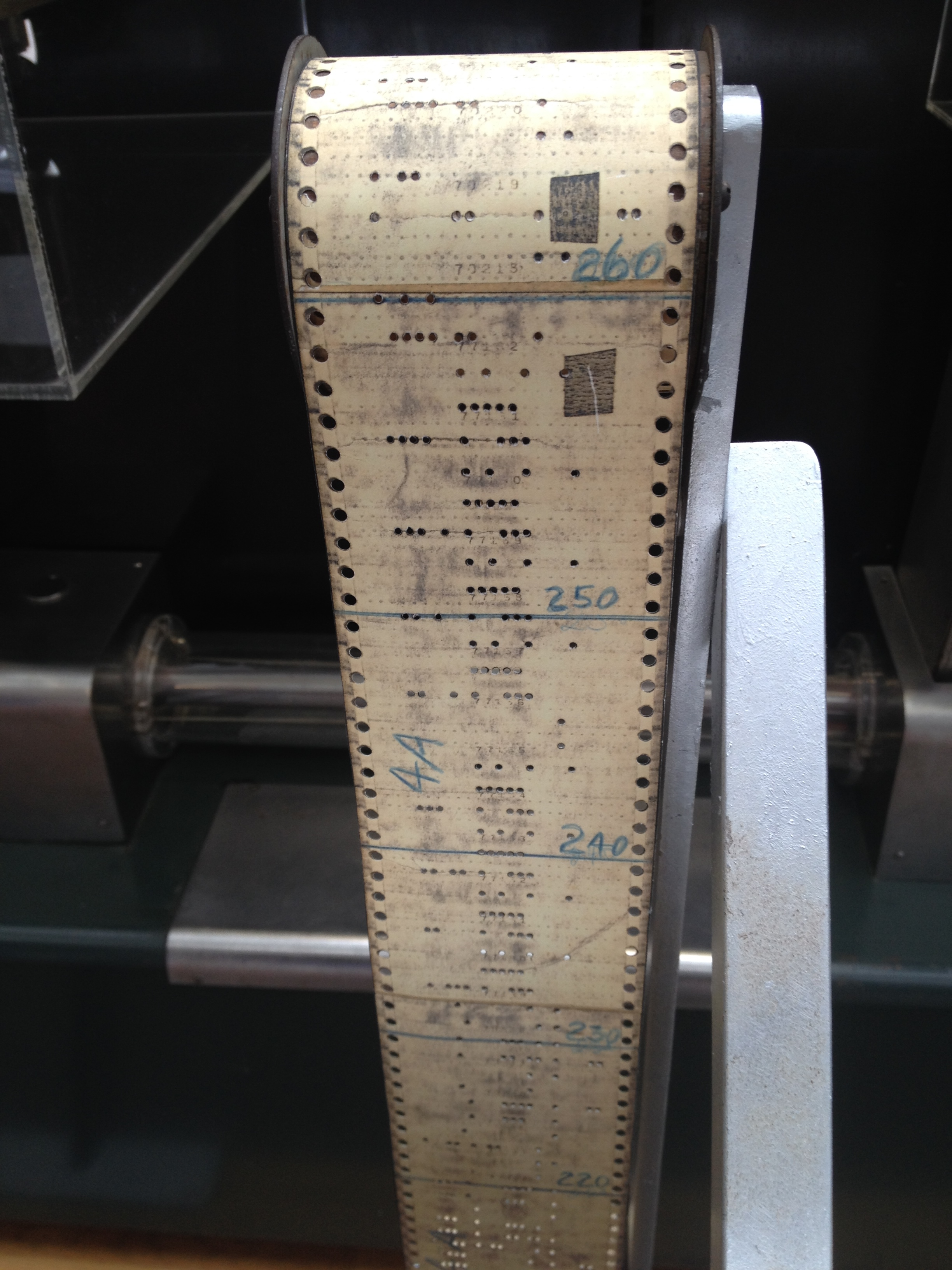
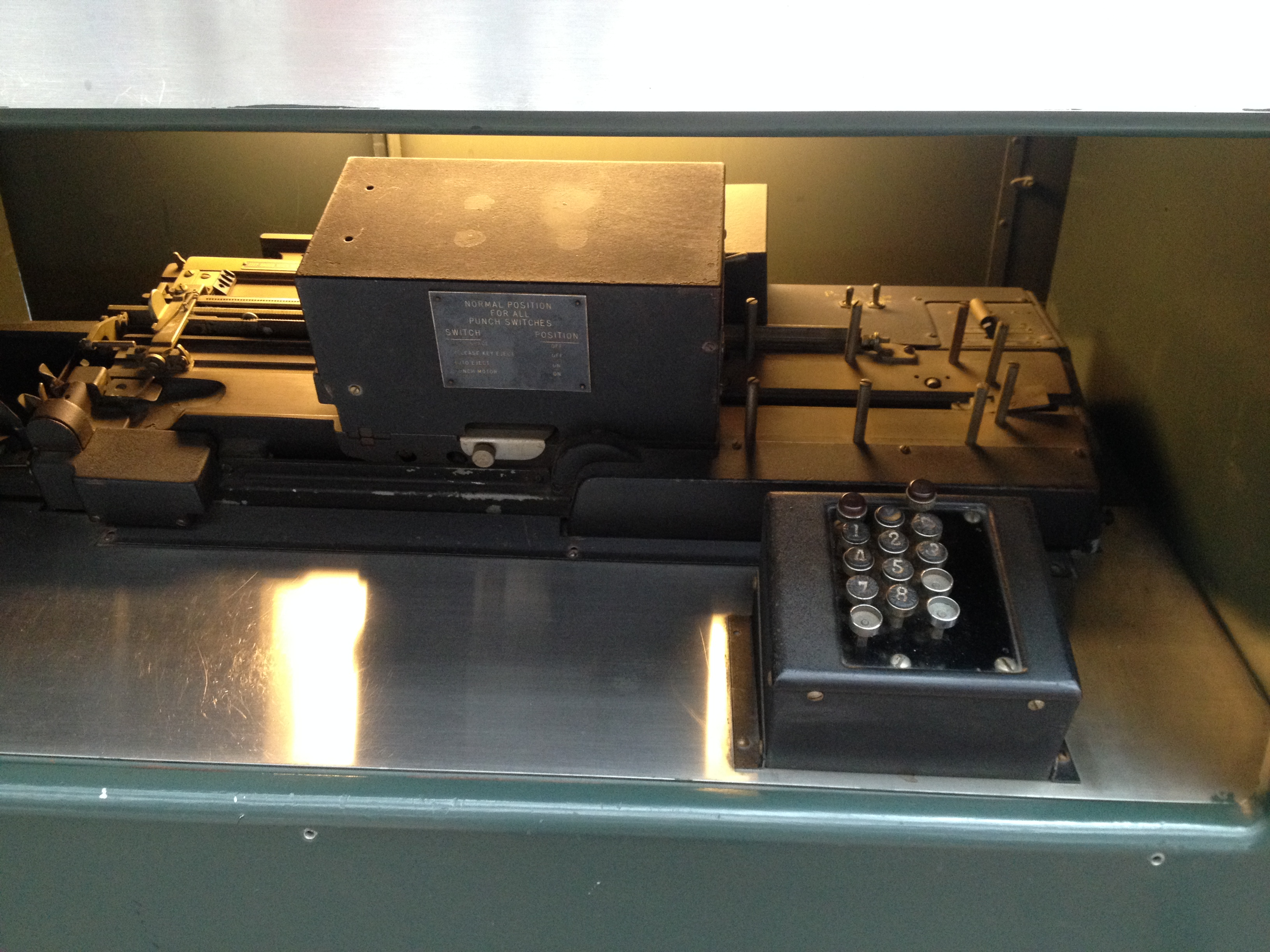
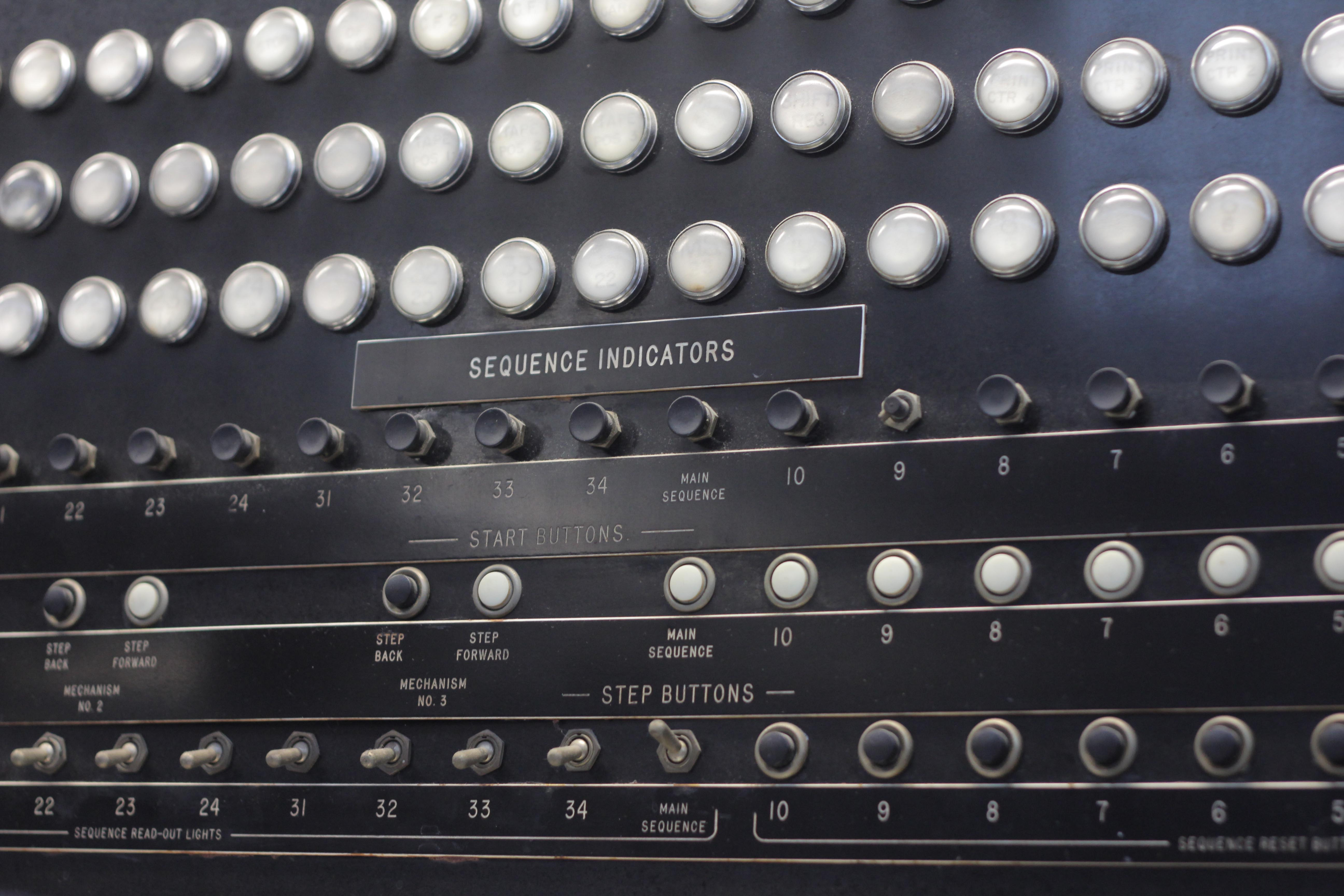